# Kastanienbier
Kastanienbier ist ein unter Verwendung von Kastanienmehl gebrautes Bier.

## Pietra

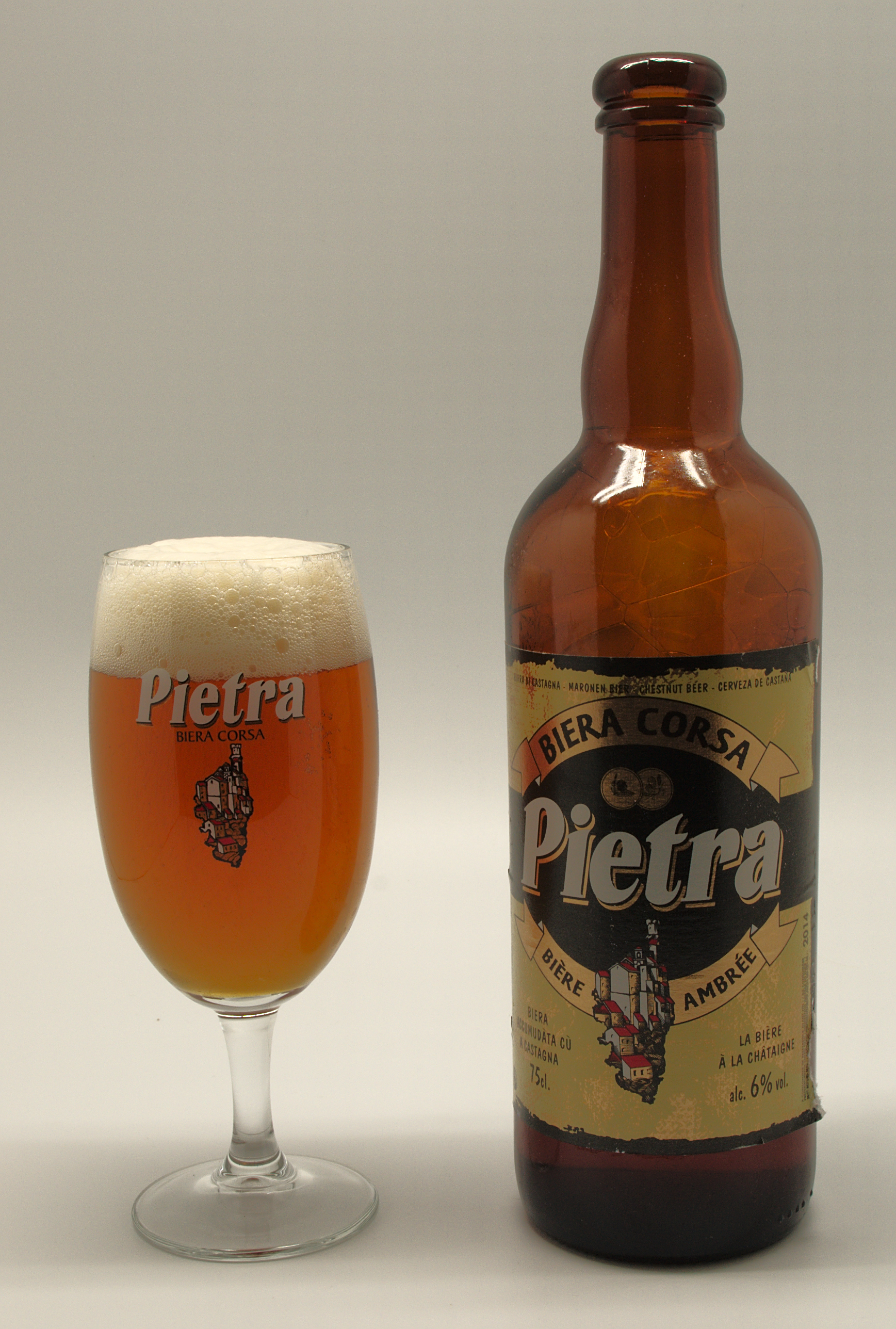
Pietra

Das erste Bier, das aus Edelkastanien gebraut wurde, war Pietra, von der gleichnamigen Brauerei Pietra auf Korsika handgebraut. Es ist im Geschmack ein relativ süßes, bockbierähnliches Bier mit einem Alkoholgehalt von 6 Prozent und einem leichten Gerbsäureanteil, der im Geschmack wahrnehmbar ist. In der Farbe ist es bernsteinfarben.
Die Produktion von Pietra begann 1996 in Furiani bei Bastia auf der französischen Insel Korsika.

## Castégna
Castégna zeichnet sich durch ein leicht süßliches Kastanienaroma aus. Es wird von der Brauerei Locher im Tessin produziert.

## Belege
1. ↑  Pietra la bière à la châtaigne corse. Archiviert vom Original (nicht mehr online verfügbar) am 7. Juni 2018; abgerufen am 10. Juni 2018 (französisch).  Info: Der Archivlink wurde automatisch eingesetzt und noch nicht geprüft. Bitte prüfe Original- und Archivlink gemäß Anleitung und entferne dann diesen Hinweis.
2. ↑  Castégna. Brauerei Locher AG, abgerufen am 10. Juni 2018.